# Chó chăn cừu Pyrenean
Chó chăn cừu Pyrenean (tiếng Anh: Pyrenean Shepherd, tiếng Pháp: Berger des Pyrénées, tiếng Tây Ban Nha: Pastor de los Pirineos) được biết đến đầu tiên ở Pháp là một giống chó hỏ trung bình có nguồn gốc từ dãy núi Pyrénées ở miền nam nước Pháp và miền bắc Tây Ban Nha, được nuôi từ thời Trung cổ để chăn gia súc, đặc biệt là cừu. Nó hoạt động như một con vật chủ động cùng với Chó núi Pyrenees, hoạt động như một người bảo vệ đàn.

## Mô tả

### Ngoại hình

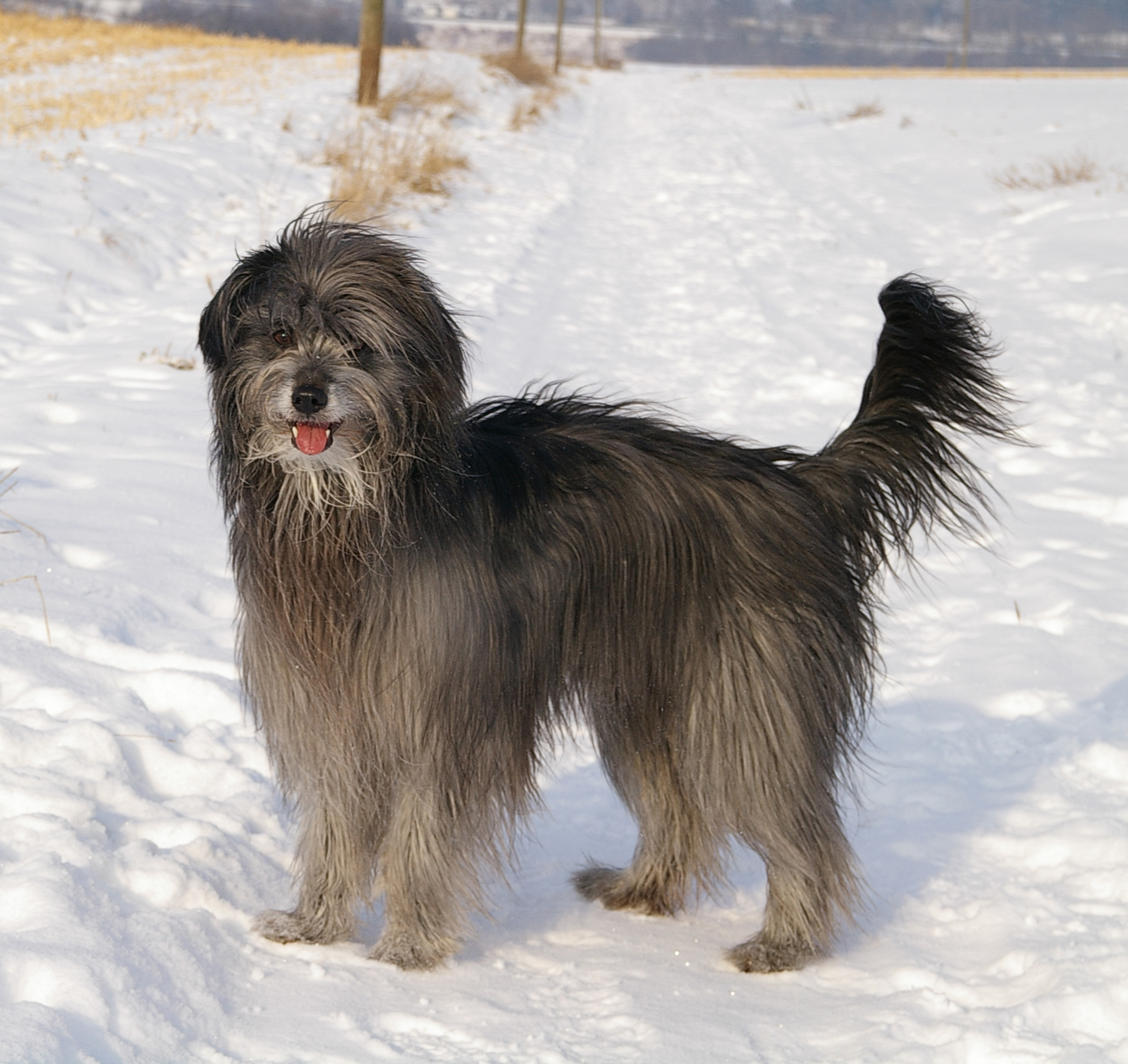
Chó chăn cừu Pyrenean vào mùa đông

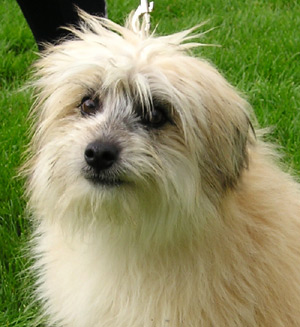
Chi tiết khuôn mặt

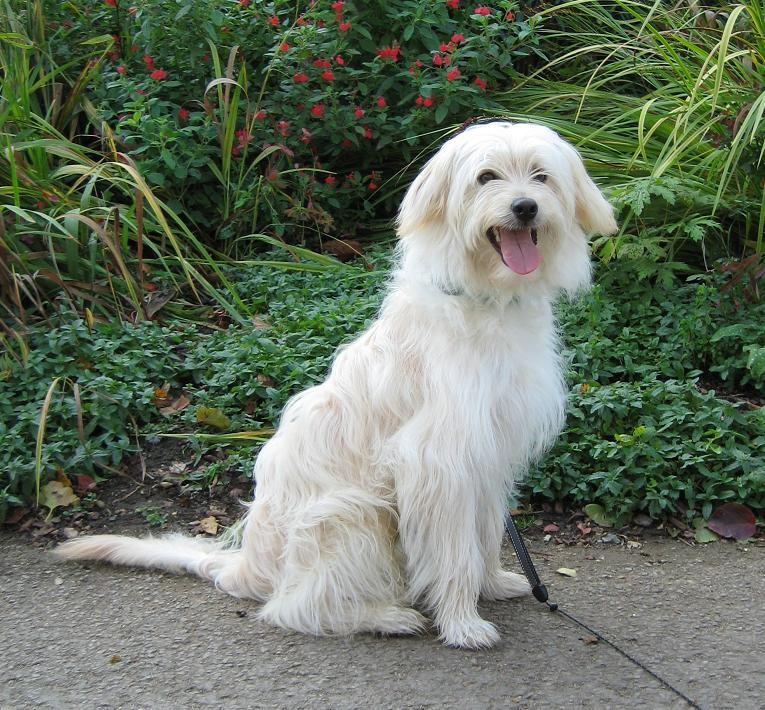
Chó chăn cừu Pyrenean mặt thô

Chó chăn cừu Pyrenean là loài chó chăn cừu nhỏ nhất của Pháp và Tây Ban Nha. Loài này có hai giống: Mặt thô và Mặt mịn. Những con đực mặt thô ở vai là 15+1⁄2 đến 18+1⁄2 inch (39 đến 47 cm), và con cái mặt thô là 15 đến 18 inch (38 đến 46 cm). Những con đực mặt mịn ở vai là 15+1⁄2 đến 21 inch (39 đến 53 cm), và những con cái mặt mịnh là 15+1⁄2 đến 20+1⁄2 inch (39 đến 52 cm). Nặng 15–32 pound (7–15 kg), nhằm mục đích làm mềm và cơ bắp, không bao giờ béo.
Đầu của chó chăn cừu Pyrenean có kích thước nhỏ so với thân của nó, với một hộp sọ khá bằng phẳng, và một cái mõm ngắn, hơi hình tam giác. Khuôn mặt có tính biểu cảm và thông minh, với đôi mắt đen, ngoại trừ trường hợp có màu đỏ hoặc màu xám. Theo truyền thống, tai của con chó bị cắt. Nếu tự nhiên, chó chăn cừu Pyrenean cần phải tỉa lông tai.
Cơ thể dài và gầy, và nên phản ánh thể thao năng động tự nhiên của con chó. Chân được cân đối tỉ mỉ. Đuôi có thể được cắt ngắn hoặc đuôi cộc tự nhiên.

#### Bộ lông
Bộ lông của nó có hai loại, mặt mịn và mặt thô (lông dài một nửa hoặc lông dài). Giống mặt mịn vó lông ngắn, mịn trên mõm, với một lớp lông nhỏ quanh mặt và cổ, và một số lông mọc dọc theo chân, đuôi và bụng. Ngược lại, mặt thô có lông dài trên mõm và mặt, mặc dù không bao giờ che hoặc che khuất mắt hoặc tạo ra hiệu ứng râu, và lông dài trên phần còn lại của cơ thể. Giống mặt thô cũng có thể tạo thành dây trên chân sau và chân trước.

#### Màu
Màu nâu vàng là màu đặc trưng của giống chó này, có hoặc không có mặt nạ và lớp phủ màu đen. Cũng có một số nâu đóm và màu xám. Ít phổ biến hơn là các loại của nhiều merle khác nhau (merle xanh, merle nâu đốm, merle nâu vàng), và đen. Chỉ có một số màu trắng ở đầu, ngực và bàn chân, nhưng màu sắc được ưu tiên hơn.

### Tập tính

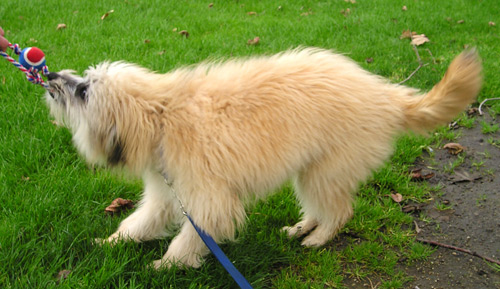
Chó chăn cừu Pyrenean mặt thô

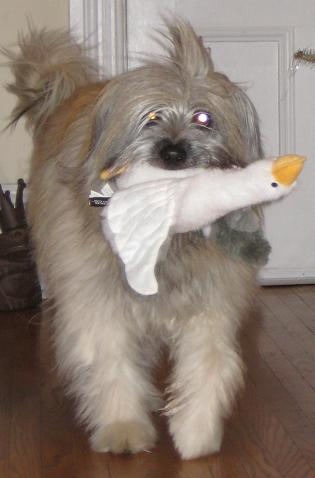
Chó chăn cừu Pyrenean mặt thô

Chó chăn cừu Pyrenean được đào tạo để trở thành chó chăn cừu, và như vậy là đầy đủ cùng một loại năng lượng mà các loài chăn gia súc khác có. Loài chó này có thể muốn làm tất cả các công việc trên thực địa. Sự thông minh của nó làm cho nó lý tưởng cho các công việc khác và các môn thể thao chó như flyball, vâng lời cạnh tranh, và sự nhanh nhẹn. Con chó này là tốt với việc bảo vệ trẻ em.
Chó chăn cừu Pyrenean là con chó gắn bó và dành riêng cho chủ nhân của nó, với mong muốn theo chủ xung quanh nhà để giúp đỡ công việc hàng ngày. Nó cảm nhận mọi tâm trạng và thường dường như có thể đọc được suy nghĩ của chủ nhân của nó, vì nó liên tục quan sát. Bởi vì điều này, nó là cực kỳ dễ đào tạo.
Sự cảnh giác tự nhiên của nó, trong khi một con chó chăn gia súc có thể cần phải cảnh báo người chăn cừu của họ về động vật hoặc người lạ, kết hợp với sự hống hách của nó, có thể dẫn đến sự nhút nhát hoặc hung hăng ngay cả những chú cún thân thiện nhất nếu không được quản lý đúng cách. Thường xuyên đào tạo từ khi còn rất nhỏ có thể giúp chống lại tính trạng này.

### Hoạt động
Chó chăn cừu Pyrenean có thể cạnh tranh trong các thử nghiệm nhanh nhẹn, vâng lời, trình diễn, ném bóng và theo dõi sự kiện.
Vào ngày 1 tháng 1 năm 2009, Chó chăn cừu Pyrenean cuối cùng đã đủ điều kiện để cạnh tranh trong các sự kiện chăn gia súc tại Hoa Kỳ do AKC tài trợ. Bản năng chăn gia súc và khả năng đào tạo có thể được đo tại các thử nghiệm chăn nuôi không cạnh tranh. Pyr Sheps trưng bày bản năng chăn nuôi cơ bản có thể được huấn luyện để cạnh tranh trong các thử nghiệm chăn gia súc.

## Chăm sóc
Chó chăn cừu Pyrenean chỉ cần chải một lần trong tuần, cũng như kiểm tra thường xuyên cho gờ hoặc thảm, để giữ cho bộ lông của nó trong tình trạng tốt. Nó cũng cần rất nhiều không gian trong nhà, và không gian để tập thể dục ngoài trời.

## Lịch sử

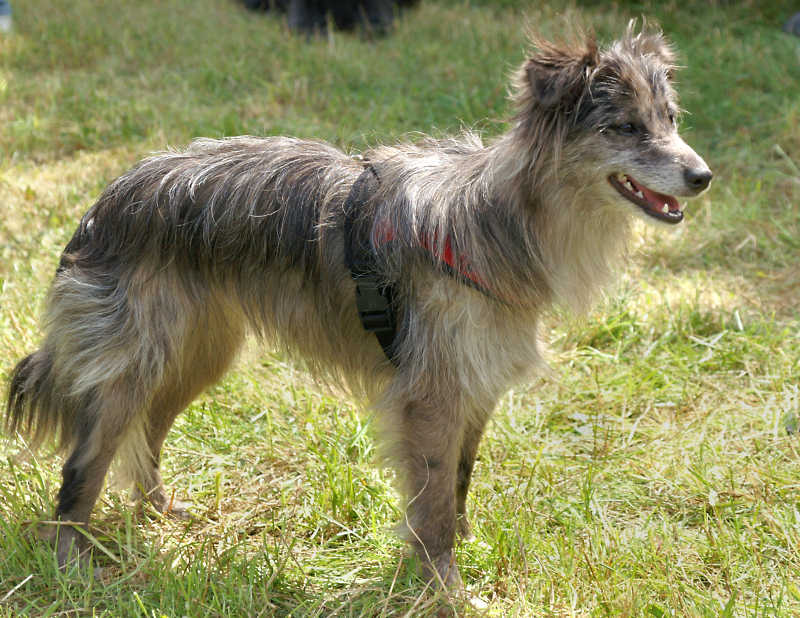
Chó chăn cừu Pyrenean mặt mịn

Một số chuyên gia khuyên rằng Chó chăn cừu Pyrenean ở đó rất lâu trước khi sự xuất hiện của Quân đội Đế quốc La Mã which thống trị Gaul và Hispania. Các giả thuyết khác cho rằng nguồn gốc của nó liên quan đến sự đi qua của Vandals và Suebi qua Pyrenees ở phía nam.
Sauu Chiến tranh thế giới thứ nhất, Chó chăn cừu Pyrenean, hoặc "Pyr Shep", đã được công nhận quốc gia ở Pháp cho công việc dũng cảm của nó như là chó tìm kiếm và cứu hộ, chó và linh vật của công ty.
Chó chăn cừu Pyrenean mặt mịn mang cho mình màu harlequin hoặc merle xanh có thể là một trong những giống đặc điểm di truyền cho Chó chăn cừu Úc khi những chó chăn cừu mang cừu của nó đến Tây Mỹ khi nó bay sang Hoa Kỳ với tư cách là người chăn nuôi hợp đồng cho Hiệp hội phạm vi phương Tây vào những năm 1940 cho đến đầu những năm 1970.
Chó chăn cừu Pyrenean không phải là một giống chó nổi tiếng bên ngoài nước Pháp và Tây Ban Nha, nhưng kích thước, trí thông minh và bộ lông đặc biệt của nó khiến cho nó hấp dẫn. Sau khi một trong những giống của nó giành giải vô địch thế giới Agility Championship cho chó cỡ trung vào năm 2003, nó đã thu hút sự chú ý nhiều hơn như một con chó hiệu suất thông minh cho các môn thể thao chó.
Chó chăn cừu Pyrenean đầu tiên được đăng ký với Kennel Club (UK) vào năm 1988 và Pyrenean Sheepdog Club of Great Britain được thành lập vào năm 1992.